# Robby Cleiren
Robby Cleiren (1971) is een Vlaamse acteur. 
Cleiren volgde in 1994 de theateropleiding Dora van der Groen aan het Koninklijk Vlaams Conservatorium in Antwerpen en in 1995 de Actors Studio in Londen. Na zijn opleiding richtte hij in 1994 samen met Sara De Bosschere, Luc Nuyens en Tom Van Dyck het toneelgezelschap De Roovers op. Cleiren speelde als gast bij toneelgezelschappen als STAN, Het Toneelhuis, NTGent, Koninklijke Vlaamse Schouwburg, De Tijd, Het Arsenaal en Malpertuis. 
Hij is tevens gastdocent aan het Conservatorium van Antwerpen.
Cleiren speelde verschillende rollen in films en tv-series.
In 2020 werd hij genomineerd voor “meest gewaardeerde acteerprestatie-man” voor het spelen van Ivanov in het gelijknamige toneelstuk van Anton Tsjechov.
In 2024 werd hij genomineerd voor een Ensor ‘Beste acteerprestatie ondersteunende rol-film’ voor zijn rol als directeur in Holly van Fien Troch en ook voor ‘beste acteerprestatie hoofdrol – fictie serie’ voor het spelen van Eli Wolfson in de Netflix serie Rough Diamonds.

## Filmografie
Cleiren acteerde in de volgende films en series:
- Bibliothèque nationale de France: cb165908347 (data)
- International Standard Name Identifier: 0000 0001 3359 8705
- Library of Congress Control Number: no2014052139
- MusicBrainz: 3fc5690c-b556-4415-9b83-06b49be11076
- Virtual International Authority File: 248455904
- WorldCat: E39PBJyGYJckr4d4YKCQtFtxjC